# Hermann Pralle
Hermann Gerhard Pralle (* 30. September 1863 in Oldenburg; † 11. Mai 1939 in Bochum) war ein deutscher Verwaltungsjurist, der zumeist in Diensten der Regierung des Fürstentums Birkenfeld des Großherzogtums Oldenburg. Von Dezember 1917 bis 1919 war er kommissarischer Regierungspräsident des Landesteils.

## Leben
Der Sohn des Pfarrers Johann Bernhard August Pralle (1824–1896) und der Luise Sophie Henriette geb. Bruncken (1833–1908) besuchte das Alte Gymnasium in Oldenburg und studierte von 1885 bis 1888 Rechtswissenschaften und Nationalökonomie an den Universitäten Freiburg und Berlin. Nach Ablegung der beiden Staatsexamina trat er 1895 in den oldenburgischen Staatsdienst und war zunächst als Auditor beim Amtsgericht Friesoythe tätig.
1896 wurde er Hilfsarbeiter bei der Regierung des Fürstentums Birkenfeld, einer Exklave des Großherzogtums Oldenburg. Danach arbeitete er bei den Ämtern Oldenburg und Delmenhorst.
1904 wurde er erneut zur Regierung in Birkenfeld versetzt und zum Regierungsrat befördert. Nach dem plötzlichen Tod des Birkenfelder Regierungspräsidenten Wilhelm Friedrich Willich wurde Pralle im Dezember 1917 kommissarisch mit der Wahrnehmung der Geschäfte beauftragt. Im Januar 1918 wurde er dann noch zum Oberregierungsrat ernannt.
Die oldenburgische Staatsregierung, die damals Austauschverhandlungen mit Preußen wegen des Fürstentums Birkenfeld führte, beließ Pralle bis zum Ende des Ersten Weltkriegs in seiner Dienststellung.  Das nach dem Ersten Weltkrieg als Landesteil Birkenfeld bezeichnete Fürstentum Birkenfeld wurde 1919 von französischen Truppen im Zuge der Alliierten Rheinlandbesetzung okkupiert. Die französische Militärregierung, die nach 1918 die Errichtung von Pufferstaaten im Rheinland anstrebte, enthob Pralle am 7. Juni 1919 aus relativ nichtigem Grund seines Amtes. Sein Nachfolger wurde Konrad Hartong, der das Amt ebenfalls kommissarisch führte. Pralle kehrte nach Oldenburg zurück und wechselte im April 1920 als kommissarischer Oberrat beim Präsidenten des Landesfinanzamtes Oldenburg in den Reichsdienst. Im Dezember 1928 trat er in den Ruhestand.
Pralle war seit 1927 verheiratet mit Irmgard geb. Kurlbaum, die Ehe blieb kinderlos.